# Bogus
Bogus (Bogus: mi mejor amigo en Hispanoamérica) es una película para toda la familia, fantástica y con toque de drama, estrenada en el año 1996, dirigida por Norman Jewison y protagonizada por Whoopi Goldberg, Gérard Depardieu y Haley Joel Osment. 

## Argumento
Albert tiene 7 años y es hijo de una trabajadora de circo de Las Vegas. Cuando ella muere en un accidente de tránsito, el niño debe ir a vivir con la hermanastra de su madre, Harriet, una mujer de negocios de New Jersey. Albert odia vivir allí, pero encuentra refugio en un francés cariñoso, excéntrico y gentil: su amigo imaginario Bogus. 

## Sipnosis
Albert Franklin vive con su madre Lorraine Franklin en Nevada, quien trabaja como corista. Una noche, de camino a casa después del trabajo, muere en un accidente automovilístico.
Lorraine nombró a su hermana adoptiva Harriet Franklin como madrina de Albert. Al principio insiste en que no tiene instintos ni interés en ser responsable de un niño, pero al enterarse de que sin ella terminará en un hogar de acogida, acepta de mala gana.
Albert, tristemente, deja su casa en Nevada en avión hacia Newark, Nueva Jersey. En el avión, Bogus "nace" a partir de un boceto que dibujó durante el viaje. Harriet llega tarde a recoger a Albert y pronto descubre que tiene un amigo al que nadie más puede ver.
El niño se resiste a todas las ofertas de ayuda y le repite una y otra vez a Bogus que no le gusta estar allí. Como él no baja a cenar, ella deja un sándwich y leche en su habitación. Él va a la escuela al día siguiente y ella nuevamente llega tarde a buscarlo.
Albert se aleja con Bogus y terminan en el parque. Mientras tanto, Harriet y el personal de la escuela van a buscarlo y lo encuentran mientras se enfrenta a un duelo con su amigo invisible. De camino a su cita con Bob, hablan de magia, él cree firmemente y ella no lo es en absoluto.
Con la esperanza de expandir su negocio, la reunión con Bob tiene como objetivo convencerlo a él y al banco de invertir en ella. Juega a la fantasía con Albert y luego lo invita a la fiesta de cumpleaños de Doug, su también hijo pequeño. Más tarde, en la fiesta, un mago le pide a Harriet que participe en el espectáculo y ella se niega con vehemencia.
Esa noche, en casa, Albert reconoce que el mago de la fiesta fue terrible y luego le muestra un truco mejor. Cuando él intenta mostrarle otro, ella lo ahuyenta, diciendo que está demasiado ocupada y lo enoja. Después, Harriet comienza a escuchar débilmente la voz de Bogus, diciéndole que está excluyendo intencionalmente a Albert y manteniéndolo a distancia por error.
La noche siguiente, Albert se escapa mientras la niñera duerme y ve al mago Monsieur Antoine, que conoce de Las Vegas, que está tocando esa noche en Atlantic City. Allí toma un autobús. Sus amigos magos lo hacen dormir y él sueña con su mamá.
Mientras tanto, Harriet ve el anuncio del mago en Atlantic City y lo recoge en su coche. Ella lo acuesta y finalmente, en la cocina, puede ver a Bogus mientras abre su mente. Bailan juntos y luego ella vuelve a la realidad en el salón.
Al entrar en la habitación de Albert para decirle que ve a Bogus, Harriet descubre que está subiendo la escalera de incendios hasta el tejado. En su mente, está siguiendo a su madre al cielo. Harriet lo llama desde la azotea, animándolo a dar los últimos pasos. La fantasía se desvanece para él y él la levanta y la arroja a sus brazos. Prometen intentar ser una familia el uno para el otro.
Al volar a Nevada, Albert y Harriet visitan la tumba de Lorraine. Más tarde, bromean y actúan. Bogus se despide y no se dan cuenta.

## Reparto
- Whoopi Goldberg como Harriet Franklin.
- Gérard Depardieu como Bogus.
- Haley Joel Osment como Albert Franklin.
- Andrea Martin como Penny.
- Nancy Travis como Lorraine Franklin.
- Denis Mercier como Monsieur Antoine.
- Ute Lemper como Babette.
- Sheryl Lee Ralph como Ruth Clark.
- Barbara Hamilton como Sra. Partridge.
- Kevin Jackson como Bob Morrison.

## Premios y nominaciones
| Año  | Premio             | Categoría                                  | Persona                         | Resultado |
| ---- | ------------------ | ------------------------------------------ | ------------------------------- | --------- |
| 1997 | Razzie             | Peor Actriz                                | Whoopi Goldberg                 | Nominada  |
| 1997 | Young Artist Award | Mejor Película Familiar - Drama            | Mejor Película Familiar - Drama | Nominada  |
| 1997 | Young Artist Award | Mejor Actor en Filme - Adolescente o menor | Haley Joel Osment               | Nominada  |